# 어서 오세요 (2001년 영화)
《어서 오세요》(Welcome To Pyeongyang Animal Park)는 북한에서 제작된 윤찬 감독의 2001년 영화이다. 원래 2부작 텔레비전 시리즈로 제작된 이 영화는 가족으로부터의 간섭에도 불구하고 목표를 달성하는 은아라는 이름의 한 젊은 여성에 관한 성인식 드라마 영화이다.
2005년 4월 28일부터 2005년 5월 6일까지 전주 국제영화제에서 상영된 북한 영화들 가운데 하나이다.